# 전의역 열차 추돌 사고
전의역 열차 추돌 사고(全義驛列車追突事故)는 1990년 6월 21일 오전 9시 4분쯤 충청남도 연기군(현 세종특별자치시) 전의면 전의역에서 수원역을 출발하여 제천역으로 가던 2751 화물열차와 서울역을 출발하여 부산역으로 가던 새마을호 1열차가 충돌한 사고로서 두 명의 사망자와 50여명의 중경상자를 야기하고 화물열차 3량과 새마을호 6량이 파손 탈선된 사고이다.

## 사고 원인
이번 사고는 새마을호를 선행시키기 위해 화물열차가 대피선으로 진입하는 도중 선로를 완전히 벗어나지 않은 상태에서 새마을호 열차가 진입하면서 발생한 사고이다. 경찰은 사고 당시 선로를 바꾸는 전철기가 제대로 작동이 되지 않았다는 전의역 직원들의 말을 토대로 이들을 연행해 정확한 사고 원인을 조사했다.

## 사고 여파
이번 사고가 발생하기에 앞서 노량진역에서 발생한 열차 추돌 사고 또한 전철기 고장에 의한 사고여서 전철기 작동의 문제점을 드러냈고 경부선 열차 통행이 한 시간 반 동안 전면 중단되기도 했다.